# Salicarus
Salicarus är ett släkte av insekter. Salicarus ingår i familjen ängsskinnbaggar.
Släktet innehåller bara arten Salicarus roseri.